# Lista de voos espaciais tripulados (1970-1979)
Lista de voos orbitais tripulados que ocorreram no período entre 1970 (Apollo 13) e 1979 (Soyuz 33) e quantos anos se passaram desde quando as missões ocorreram.

## Lista
| Nº                                                          | Lançamento              | Aterrissagem Amerissagem | Duração          | Missão   | Nave Destino               | Local de lançamento | Local de aterrissagem amerissagem | Tripulação                                | Ref.                     |
| ----------------------------------------------------------- | ----------------------- | ------------------------ | ---------------- | -------- | -------------------------- | ------------------- | --------------------------------- | ----------------------------------------- | ------------------------ |
| 9 anos e 1 dia Lançamento da Apollo 13 e pouso da Soyuz 33. |                         |                          |                  |          |                            |                     |                                   |                                           |                          |
| 1970                                                        |                         |                          |                  |          |                            |                     |                                   |                                           |                          |
| 36                                                          | 11.04.1970 19:13:00 UTC | 17.04.1970 18:07:41 UTC  | 5d 22h 54m 40s   |          | CSM-109 LM-7               | Kennedy LC-39A      | Pacífico Sul                      |                                           | [ 1 ]                    |
| 36                                                          | 54 anos                 | 54 anos                  | 5d 22h 54m 40s   | NASA     | TRL                        | Kennedy LC-39A      | Pacífico Sul                      |                                           | [ 1 ]                    |
| 37                                                          | 01.06.1970 19:00:00 UTC | 19.06.1970 11:58:55 UTC  | 17d 16h 58m 55s  |          | Soyuz 7K-OK 11F615 #17     | Baikonur 31/6       | 75 km a oeste de Karaganda        |                                           | [ 2 ] [ 3 ] [ 4 ]        |
| 37                                                          | 54 anos                 | 54 anos                  | 17d 16h 58m 55s  | MOM      | OTB                        | Baikonur 31/6       | 75 km a oeste de Karaganda        |                                           | [ 2 ] [ 3 ] [ 4 ]        |
| 1971                                                        |                         |                          |                  |          |                            |                     |                                   |                                           |                          |
| 38                                                          | 31.01.1971 21:03:02 UTC | 09.02.1971 21:05:00 UTC  | 9d 00h 01m 57s   |          | CSM-110 LM-8               | Kennedy LC-39A      | Pacífico Sul                      |                                           | [ 5 ]                    |
| 38                                                          | 54 anos                 | 54 anos                  | 9d 00h 01m 57s   | NASA     | Superfície da Lua          | Kennedy LC-39A      | Pacífico Sul                      |                                           | [ 5 ]                    |
| 39                                                          | 22.04.1971 23:54:06 UTC | 24.04.1971 23:40:00 UTC  | 1d 23h 45m 54s   |          | Soyuz 7K-T 11F615A8 #31    | Baikonur 1/5        | 120 km a noroeste de Karaganda    | V. Shatalov A. Yeliseyev N. Rukavishnikov | [ 6 ] [ 3 ] [ 7 ]        |
| 39                                                          | 53 anos                 | 53 anos                  | 1d 23h 45m 54s   | MOM      | Salyut 1                   | Baikonur 1/5        | 120 km a noroeste de Karaganda    | V. Shatalov A. Yeliseyev N. Rukavishnikov | [ 6 ] [ 3 ] [ 7 ]        |
| 40                                                          | 06.06.1971 04:55:09 UTC | 29.06.1971 13:16:52 UTC  | 23d 18h 21m 43s  |          | Soyuz 8KS-OKS 11F615A8 #32 | Tiuratam 1/5        | Distrito de Zhanaarka             |                                           | [ 8 ] [ 3 ] [ 9 ] [ 10 ] |
| 40                                                          | 53 anos                 | 53 anos                  | 23d 18h 21m 43s  | MOM      | Salyut 1                   | Tiuratam 1/5        | Distrito de Zhanaarka             |                                           | [ 8 ] [ 3 ] [ 9 ] [ 10 ] |
| 41                                                          | 26.07.1971 13:34:00 UTC | 07.08.1971 20:45:53 UTC  | 12d 07h 11m 52s  |          | CSM-110 LM-8               | Kennedy LC-39A      | Pacífico Norte                    |                                           | [ 11 ]                   |
| 41                                                          | 53 anos                 | 53 anos                  | 12d 07h 11m 52s  | NASA     | Superfície da Lua          | Kennedy LC-39A      | Pacífico Norte                    |                                           | [ 11 ]                   |
| 1972                                                        |                         |                          |                  |          |                            |                     |                                   |                                           |                          |
| 42                                                          | 16.04.1972 17:54:00 UTC | 27.04.1972 19:45:05 UTC  | 11d 01h 51m 04s  |          | CSM-113 LM-11              | Kennedy LC-39A      | Pacífico Sul                      |                                           | [ 12 ]                   |
| 42                                                          | 52 anos                 | 52 anos                  | 11d 01h 51m 04s  | NASA     | Superfície da Lua          | Kennedy LC-39A      | Pacífico Sul                      |                                           | [ 12 ]                   |
| 43                                                          | 07.12.1972 05:33:00 UTC | 19.12.1972 19:24:59 UTC  | 12d 13h 51m 58s  |          | CSM-114 LM-12              | Kennedy LC-39A      | Pacífico Sul                      |                                           | [ 13 ]                   |
| 43                                                          | 52 anos                 | 52 anos                  | 12d 13h 51m 58s  | NASA     | Superfície da Lua          | Kennedy LC-39A      | Pacífico Sul                      |                                           | [ 13 ]                   |
| 1973                                                        |                         |                          |                  |          |                            |                     |                                   |                                           |                          |
| 44                                                          | 25.05.1973 13:00:00 UTC | 22.06.1973 13:49:49 UTC  | 28d 00h 49m 48s  |          | CSM-116                    | Kennedy LC-39B      | Pacífico Norte                    |                                           | [ 14 ]                   |
| 44                                                          | 51 anos                 | 51 anos                  | 28d 00h 49m 48s  | NASA     | Skylab                     | Kennedy LC-39B      | Pacífico Norte                    |                                           | [ 14 ]                   |
| 45                                                          | 28.07.1973 11:10:50 UTC | 25.09.1973 22:19:54 UTC  | 59d 11h 09m 04s  |          | CSM-117                    | Kennedy LC-39B      | Pacífico Norte                    |                                           | [ 15 ]                   |
| 45                                                          | 51 anos                 | 51 anos                  | 59d 11h 09m 04s  | NASA     | Skylab                     | Kennedy LC-39B      | Pacífico Norte                    |                                           | [ 15 ]                   |
| 46                                                          | 27.09.1973 12:18:16 UTC | 29.09.1973 11:33:48 UTC  | 1d 23h 15m 32s   |          | Soyuz 7K-T 11F615A8 #37    | Baikonur 1/5        | Cazaquistão                       |                                           | [ 16 ] [ 3 ]             |
| 46                                                          | 51 anos                 | 51 anos                  | 1d 23h 15m 32s   | MOM      | OTB                        | Baikonur 1/5        | Cazaquistão                       |                                           | [ 16 ] [ 3 ]             |
| 47                                                          | 16.11.1973 14:01:23 UTC | 08.02.1974 15:16:54 UTC  | 84d 01h 15m 32s  |          | CSM-118                    | Kennedy LC-39B      | Pacífico Norte                    |                                           | [ 17 ]                   |
| 47                                                          | 51 anos                 | 54 anos                  | 84d 01h 15m 32s  | NASA     | Skylab                     | Kennedy LC-39B      | Pacífico Norte                    |                                           | [ 17 ]                   |
| 48                                                          | 18.12.1973 11:55:00 UTC | 26.12.1973 08:50:35 UTC  | 7d 20h 55m 35s   |          | Soyuz 7K-T 11F615A8 #33    | Baikonur 1/5        | 200 km a sudoeste de Karaganda    |                                           | [ 18 ] [ 3 ]             |
| 48                                                          | 51 anos                 | 51 anos                  | 7d 20h 55m 35s   | MOM      | OTB                        | Baikonur 1/5        | 200 km a sudoeste de Karaganda    |                                           | [ 18 ] [ 3 ]             |
| 1974                                                        |                         |                          |                  |          |                            |                     |                                   |                                           |                          |
| 49                                                          | 03.07.1974 18:51:08 UTC | 19.07.1974 12:21:36 UTC  | 15d 17h 30m 28s  |          | Soyuz 7K-T/A9 11F615A9 #62 | Baikonur 1/5        | 140 km ao sudeste de Dzheskasgan  |                                           | [ 19 ] [ 3 ]             |
| 49                                                          | 50 anos                 | 50 anos                  | 15d 17h 30m 28s  | MOM      | Salyut 3                   | Baikonur 1/5        | 140 km ao sudeste de Dzheskasgan  |                                           | [ 19 ] [ 3 ]             |
| 50                                                          | 26.08.1974 19:58:05 UTC | 28.08.1974 20:10:16 UTC  | 2d 00h 12m 11s   |          | Soyuz 7K-T/A9 11F615A9 #63 | Baikonur 1/5        | 48 km ao sudoeste de Tselinograd  |                                           | [ 20 ] [ 3 ]             |
| 50                                                          | 50 anos                 | 50 anos                  | 2d 00h 12m 11s   | MOM      | OTB                        | Baikonur 1/5        | 48 km ao sudoeste de Tselinograd  |                                           | [ 20 ] [ 3 ]             |
| 51                                                          | 02.12.1974 09:40:00 UTC | 08.12.1974 08:03:35 UTC  | 5d 22h 23m 35s   |          | Soyuz 7K-TM 11F615A12 #73  | Baikonur 1/5        | 30 km ao sudoeste de Arkalyk      |                                           | [ 21 ] [ 3 ]             |
| 51                                                          | 50 anos                 | 50 anos                  | 5d 22h 23m 35s   | MOM      | OTB                        | Baikonur 1/5        | 30 km ao sudoeste de Arkalyk      |                                           | [ 21 ] [ 3 ]             |
| 1975                                                        |                         |                          |                  |          |                            |                     |                                   |                                           |                          |
| 52                                                          | 10.01.1975 21:43:37 UTC | 09.02.1975 11:03:22 UTC  | 29d 13h 19m 45s  |          | Soyuz 7K-T 11F615A8 #38    | Baikonur 1/5        | 110 km a nordeste de Tselinograd  |                                           | [ 22 ] [ 3 ]             |
| 52                                                          | 50 anos                 | 50 anos                  | 29d 13h 19m 45s  | MOM      | Salyut 4                   | Baikonur 1/5        | 110 km a nordeste de Tselinograd  |                                           | [ 22 ] [ 3 ]             |
| 53                                                          | 24.05.1975 14:58:10 UTC | 16.07.1975 14:18:18 UTC  | 62d 23h 20m 08s  |          | Soyuz 7K-T 11F615A8 #40    | Baikonur 31/6       | 56 km a nordeste de Arkalyk       |                                           | [ 23 ] [ 3 ]             |
| 53                                                          | 49 anos                 | 49 anos                  | 62d 23h 20m 08s  | MOM      | Salyut 4                   | Baikonur 31/6       | 56 km a nordeste de Arkalyk       |                                           | [ 23 ] [ 3 ]             |
| 54                                                          | 15.07.1975 12:20:00 UTC | 21.07.1975 10:50:51 UTC  | 5d 22h 30m 51s   |          | Soyuz 7K-TM 11F615A12 #75  | Baikonur 1/5        | Distrito de Zharkain              |                                           | [ 24 ] [ 3 ]             |
| 54                                                          | 49 anos                 | 49 anos                  | 5d 22h 30m 51s   | MOM      | Apollo                     | Baikonur 1/5        | Distrito de Zharkain              |                                           | [ 24 ] [ 3 ]             |
| 55                                                          | 15.07.1975 19:50:00 UTC | 24.07.1975 21:18:24 UTC  | 9d 01h 28m 23s   |          | CSM-111                    | Kennedy LC-39B      | Pacífico Norte                    |                                           | [ 25 ]                   |
| 55                                                          | 49 anos                 | 49 anos                  | 9d 01h 28m 23s   | NASA     | Soyuz 19                   | Kennedy LC-39B      | Pacífico Norte                    |                                           | [ 25 ]                   |
| 1976                                                        |                         |                          |                  |          |                            |                     |                                   |                                           |                          |
| 56                                                          | 06.07.1976 12:08:45 UTC | 24.08.1976 18:32:17 UTC  | 49d 06h 23m 32s  |          | Soyuz 7K-T/A9 11F615A8 #41 | Baikonur 1/5        | 200 km ao sudeste de Kokchetav    |                                           | [ 26 ] [ 3 ]             |
| 56                                                          | 48 anos                 | 48 anos                  | 49d 06h 23m 32s  | MOM      | Salyut 5                   | Baikonur 1/5        | 200 km ao sudeste de Kokchetav    |                                           | [ 26 ] [ 3 ]             |
| 57                                                          | 15.09.1976 09:48:30 UTC | 23.09.1976 07:40:47 UTC  | 7d 21h 52m 17s   |          | Soyuz 7K-TM 11F615A12 #74  | Baikonur 1/5        | 150 km ao noroeste de Tselinograd |                                           | [ 27 ] [ 3 ]             |
| 57                                                          | 48 anos                 | 48 anos                  | 7d 21h 52m 17s   | MOM      | OTB                        | Baikonur 1/5        | 150 km ao noroeste de Tselinograd |                                           | [ 27 ] [ 3 ]             |
| 58                                                          | 14.10.1976 17:39:18 UTC | 16.10.1976 17:45:53 UTC  | 2d 00h 06m 35s   |          | Soyuz 7K-T/A9 11F615A9 #65 | Baikonur 1/5        | Lago Tengiz                       |                                           | [ 28 ] [ 3 ]             |
| 58                                                          | 48 anos                 | 48 anos                  | 2d 00h 06m 35s   | MOM      | OTB                        | Baikonur 1/5        | Lago Tengiz                       |                                           | [ 28 ] [ 3 ]             |
| 1977                                                        |                         |                          |                  |          |                            |                     |                                   |                                           |                          |
| 59                                                          | 07.02.1977 16:11:50 UTC | 25.02.1977 09:37:48 UTC  | 17d 17h 25m 58s  |          | Soyuz 7K-T/A9 11F615A9 #66 | Baikonur 1/5        | 36 km a nordeste de Arkalyk       |                                           | [ 29 ] [ 3 ]             |
| 59                                                          | 48 anos                 | 48 anos                  | 17d 17h 25m 58s  | MOM      | Salyut 5                   | Baikonur 1/5        | 36 km a nordeste de Arkalyk       |                                           | [ 29 ] [ 3 ]             |
| 60                                                          | 09.10.1977 02:40:35 UTC | 11.10.1977 03:25:20 UTC  | 2d 00h 44m 45s   |          | Soyuz 7K-T 11F615A8 #42    | Baikonur 1/5        | 185 km ao noroeste de Tselinograd |                                           | [ 30 ] [ 3 ]             |
| 60                                                          | 47 anos                 | 47 anos                  | 2d 00h 44m 45s   | MOM      | OTB                        | Baikonur 1/5        | 185 km ao noroeste de Tselinograd |                                           | [ 30 ] [ 3 ]             |
| 61                                                          | 10.12.1977 01:18:39 UTC | 16.01.1978 11:24:58 UTC  | 37d 10h 6m 18s   |          | Soyuz 7K-T 11F615A8 #43    | Baikonur 1/5        | Distrito de Zhaksy                |                                           | [ 31 ] [ 3 ]             |
| 61                                                          | 47 anos                 | 47 anos                  | 37d 10h 6m 18s   | MOM      | Salyut 6                   | Baikonur 1/5        | Distrito de Zhaksy                |                                           | [ 31 ] [ 3 ]             |
| 1978                                                        |                         |                          |                  |          |                            |                     |                                   |                                           |                          |
| 62                                                          | 10.01.1978 12:26:00 UTC | 16.03.1978 11:18:47 UTC  | 64d 22h 52m      |          | Soyuz 7K-T 11F615A8 #44    | Baikonur 1/5        | Distrito de Zhaksy                |                                           | [ 32 ] [ 3 ]             |
| 62                                                          | 47 anos                 | 47 anos                  | 64d 22h 52m      | MOM      | Salyut 6                   | Baikonur 1/5        | Distrito de Zhaksy                |                                           | [ 32 ] [ 3 ]             |
| 63                                                          | 02.03.1978 15:28:10 UTC | 10.03.1978 13:44:10 UTC  | 7d 22h 16m 00s   |          | Soyuz 7K-T 11F615A8 #45    | Baikonur 1/5        | Distrito de Zarkhain              |                                           | [ 33 ] [ 3 ]             |
| 63                                                          | 47 anos                 | 47 anos                  | 7d 22h 16m 00s   | MOM      | Salyut 6                   | Baikonur 1/5        | Distrito de Zarkhain              |                                           | [ 33 ] [ 3 ]             |
| 64                                                          | 15.06.1978 20:16:45 UTC | 03.09.1978 11:40:34 UTC  | 79d 15h 24m      |          | Soyuz 7K-T 11F615A8 #46    | Baikonur 1/5        | Distrito de Zhanaarka             |                                           | [ 34 ] [ 3 ]             |
| 64                                                          | 46 anos                 | 46 anos                  | 79d 15h 24m      | MOM      | Salyut 6                   | Baikonur 1/5        | Distrito de Zhanaarka             |                                           | [ 34 ] [ 3 ]             |
| 65                                                          | 27.06.1978 15:27:21 UTC | 05.07.1978 13:30:20 UTC  | 7d 22h 02m 59s   |          | Soyuz 7K-T/A9 11F615A9 #67 | Baikonur 1/5        | Distrito de Zhaksy                |                                           | [ 35 ] [ 3 ]             |
| 65                                                          | 46 anos                 | 46 anos                  | 7d 22h 02m 59s   | MOM      | Salyut 6                   | Baikonur 1/5        | Distrito de Zhaksy                |                                           | [ 35 ] [ 3 ]             |
| 66                                                          | 26.08.1978 14:51:30 UTC | 02.11.1978 14:51:30 UTC  | 67d 20h 12m      |          | Soyuz 7K-T 11F615A8 #47    | Baikonur 1/5        | Distrito de Zhanaarka             |                                           | [ 36 ] [ 3 ]             |
| 66                                                          | 46 anos                 | 46 anos                  | 67d 20h 12m      | MOM      | Salyut 6                   | Baikonur 1/5        | Distrito de Zhanaarka             |                                           | [ 36 ] [ 3 ]             |
| 1979                                                        |                         |                          |                  |          |                            |                     |                                   |                                           |                          |
| 67                                                          | 25.02.1979 11:53:49 UTC | 13.06.1979 16:18:26 UTC  | 175d 00h 35m 37s | Soyuz 32 | Soyuz 7K-T 11F615A8 #48    | Baikonur 31/6       | 295 km ao noroeste de Dzheskasgan |                                           | [ 37 ] [ 3 ]             |
| 67                                                          | 46 anos                 | 45 anos                  | 175d 00h 35m 37s | MOM      | Salyut 6                   | Baikonur 31/6       | 295 km ao noroeste de Dzheskasgan |                                           | [ 37 ] [ 3 ]             |
| 68                                                          | 10.04.1979 17:34:33 UTC | 12.04.1979 16:35:40 UTC  | 1d 23h 01m 06s   |          | Soyuz 7K-T 11F615A8 #49    | Baikonur 31/6       | Distrito de Sarysu                | N. Rukavishnikov Georgi Ivanov            | [ 38 ] [ 3 ]             |
| 68                                                          | 45 anos                 | 45 anos                  | 1d 23h 01m 06s   | MOM      | OTB                        | Baikonur 31/6       | Distrito de Sarysu                | N. Rukavishnikov Georgi Ivanov            | [ 38 ] [ 3 ]             |
| —                                                           | 06.06.1979 18:12:40 UTC | 18.08.1979 12:29:26 UTC  |                  | Soyuz 34 | Soyuz 7K-T 11F615A8 #50    | Baikonur 31/6       | Distrito de Zhanaarka             |                                           | [ 39 ] [ 40 ]            |
| —                                                           | 45 anos                 | 45 anos                  | MOM              | Salyut 6 |                            | Baikonur 31/6       | Distrito de Zhanaarka             |                                           | [ 39 ] [ 40 ]            |

Legenda:
     Missões que resultaram em fatalidades.
     Missões lunares.
     Missões lançadas sem tripulação.

### Aborto
| Nº | Lançamento              | Aterrissagem            | Duração Altitude | Insígnia | Missão    | Nave                    | Local de lançamento | Local de aterrissagem | Tripulação | Ref.          |
| -- | ----------------------- | ----------------------- | ---------------- | -------- | --------- | ----------------------- | ------------------- | --------------------- | ---------- | ------------- |
| 1  | 05.04.1975 11:04:54 UTC | 05.04.1975 11:26:21 UTC | 21m 27s          |          | Soyuz 18a | Soyuz 7K-T 11F615A8 #39 | Baikonur 1/5        | Cazaquistão           |            | [ 41 ] [ 42 ] |
| 1  | 49 anos                 | 49 anos                 | 192 km           | RVSN     |           | Soyuz 7K-T 11F615A8 #39 | Baikonur 1/5        | Cazaquistão           |            | [ 41 ] [ 42 ] |